# Inga Lindström: Rosenblüten im Sand
Rosenblüten im Sand ist ein deutscher Fernsehfilm von Marco Serafini aus dem Jahr 2021. Er ist Bestandteil des ZDF-Herzkino-Sonntagsfilms und der 92. Film der Inga-Lindström-Reihe nach der gleichnamigen Erzählung von Christiane Sadlo. Die Hauptrollen sind mit Nadine Menz, Stefan Gorski, Susu Padotzke und Guido Broscheit besetzt.

## Handlung
Als Catrine am Morgen erwacht, erhält sie von ihrem Freund Henrik das Frühstück ans Bett, einen Strauß Rosen und einen Heiratsantrag. Sie lehnt jedoch verwirrt ab, weil sie bald nach Nepal reisen wird, wo sie als Krankenschwester arbeiten will. Sie geht zu ihrer Mutter Ella, um mit ihr darüber zu sprechen, zudem hat sie in der Nacht von Hillasund geträumt und weiß nicht wieso, denn sie kennt den Ort nicht. Deshalb schlägt sie vor, ein paar Tage dort zu verbringen, ihre Mutter findet die Idee nicht so gut, geht aber mit. Als Catrine am Strand schwimmen geht, bekommt Ella eine Panikattacke und sieht Erinnerungsfetzen aus der Vergangenheit.
Irene trifft Tomas am Hafen, sie versucht ihn zu trösten, weil es ein schwieriger Tag für ihn ist. Er weist sie aber zurück. Catrine und Ella sind auf der Suche nach einem Zimmer und finden zufällig im Hotel von Irene noch etwas Freies. Als Catrine am nächsten Morgen joggen geht trifft sie am Kiosk am Strand auf Pelle. Da die Kaffeemaschine kaputt gegangen ist, teilen sie sich den letzten Kaffee. Sie kommen ins Gespräch, Catrine hat plötzlich das Gefühl, dass sie schon mal hier war. Pelle nimmt sie auf seinem Fahrrad mit zurück ins Hotel. Unterwegs halten sie bei seinem Hobbyraum an, wo Pelle Trompete spielt. Sie erkennt das Instrument, ihr Urgroßvater hat es gebaut. Als sie beim Hotel ankommen, treffen sie auf Ella, die es gar nicht gut findet, dass sie mit einem anderen Mann angefreundet hat.
Catrine trifft sich mit Pelle am Strand, sie wundert sich darüber, dass jemand Rosenblüten verstreut hat. Als er ihr auf der Trompete etwas vorspielt, erkennt sie ihn als bekannten Youtuber. Da Ella ihren Freund Marc versetzt hat, reist er ihr nach um das geplante Picknick mit ihr zu machen. Tomas hilft Irene, weil sie kein warmes Wasser mehr hat, als sie ihn danach wieder fragt was sie falsch gemacht hat, weist er sie wieder zurück. Am Abend trifft Tomas am Strand auf Ella, er fragt sie, was sie hier macht. Sie sprechen über ihre Tochter Lilli – Catrines ersten Vornamen – und was damals passiert ist. Tomas Frau und Pelles Mutter ist damals ertrunken, als sie Lilli retten wollte. Catrine und Pelle gehen zu ihm nach Hause und treffen dort auf seinen Vater. Er reagiert etwas komisch und geht dann gleich ins Bett. Nachdem sie sich geküsst haben, sieht Pelle, dass Tomas noch auf der Terrasse steht. Er will wissen, wo Pelle Catrine kennengelernt hat.
Am nächsten Morgen erfährt Catrine von Pelle, dass seine Mutter schon lange gestorben ist. Wieder im Hotel, sagt ihr ihre Mutter, dass sie abreisen will. Catrine wäre aber gerne noch geblieben. Als sie gerade mit Pelle telefoniert, bekommt sie mit, wie er einen Unfall auf der Baustelle hat. Sie veranlasst, dass er sofort in ihr Krankenhaus nach Stockholm gebracht wird, wo ein Spezialist den Bruch seiner Hand operiert. Henrik fragt sich, ob Pelle der Grund ist, weshalb sie seinen Antrag abgelehnt hat. Sie treffen vor dem Zimmer von Pelle auf Tomas, Henrik erklärt ihm, dass Catrine seine Freundin ist und sie bald heiraten wollen. Catrine geht noch zu Pelle und spricht mit ihm, er wirkt irgendwie abweisend. Henrik überrascht Catrine damit, dass er sie nach Nepal begleiten will. Nachdem Ella in letzter Zeit immer wieder übel war, geht sie zum Arzt, der feststellt, dass sie schwanger ist. Sie trifft sich mit Marc, verschweigt aber die Neuigkeit. Catrine hat sich entschieden, dass sie dagegen ist, dass Hendrik sie begleitet.
Als Pelle aus dem Krankenhaus entlassen wird, holt sein Vater ihn ab. Im Gespräch erwähnt er, dass Catrine mit Henrik verlobt ist. Pelle ist überrascht. Catrine besucht ihre Mutter im Atelier, als sie sich wieder übergeben muss, gesteht sie ihrer Tochter, dass sie schwanger ist. Da Catrine nichts von einer Beziehung weiß, ist sie doch ziemlich erstaunt. Ella sagt ihr, dass sie bereits seit über einem Jahr mit Marc befreundet ist. Sie will das Kind aber nicht bekommen. Catrine will Pelle im Krankenhaus besuchen und ist erstaunt, dass er nicht mehr da ist. Sie treffen sich am Strand, Pelle wünscht ihr alles Gute, sie will wissen, was sie falsch gemacht hat. Er konfrontiert sie damit, dass er von Henrik weiß. Catrine gesteht ihm, dass sie durcheinander ist. Sie küssen sich und schlafen miteinander. Hendrik sucht Catrine bei Ella, sie weiß nicht, wo sie steckt. Marc weiß nun, dass Ella schwanger ist. Er will nicht, dass sie abtreibt.
Als Catrine sich wieder anzieht, sieht Pelle, dass sie ein Muttermal hat. Er erinnert sich daran, dass Lilli am gleichen Ort ein Muttermal hatte. Alle Erinnerungen kommen in ihm hoch. Er spricht sie darauf an, indem er sie Lilli nennt. Sie sieht im Zimmer von Pelle die Bilder seiner Familie und kann sich nun auch wieder erinnern. Deshalb geht sie zu ihrer Mutter und stellt sie zur Rede. Ella gesteht ihrer Tochter, dass sie keine Schuld trifft, denn sie war nicht da, als das Unglück passierte. Sie hatte mit einem anderen Mann herumgemacht, statt auf sie aufzupassen. Catrine will mit Pelle telefonieren, er hebt aber nicht ab. Sie sagt ihm, dass sie nicht mehr gewusst hatte, was passiert war. Pelle macht seinem Vater Vorwürfe, weil er ihm nicht gesagt hat, dass Catrine Lilli ist. Tomas geht zu Irene, um sich zu entschuldigen, dass er so unmöglich zu ihr war. Er fühlt sich schuldig am Tod seiner Frau. Irene sagt ihm, dass er keine Schuld hat und endlich das machen soll, was ihm Spaß macht.
Catrine ist am Packen, Henrik will auf sie warten, bis sie zurück ist. Sie gesteht ihm, dass er nicht der Richtige für sie ist und besteigt das Taxi um zum Flughafen zu fahren, kurz darauf taucht Pelle bei ihr auf. Da er sie nicht antrifft geht er zu Ella. Sie sagt ihm, dass Catrine am Flughafen ist. Pelle wirft Ella vor, dass sie damals nicht auf Lilli aufgepasst hat und geht. Am Flughafen erfährt Catrine, dass wegen einer Störung alle Flüge gestrichen sind. Pelle fragt seinen Vater, wo er war, als seine Mutter ertrank. Er findet heraus, dass Tomas und Ella miteinander weg waren, als es passierte. Irene geht bei Tomas vorbei, um sich zu verabschieden. Sie geht für drei Monate nach Fuerteventura, weil sie keine Lust mehr hat, auf ihn zu warten. Catrine taucht bei ihrer Mutter auf und bittet sie, ihr zu verzeihen und nach vorne zu schauen. Sie selbst sagt, sie müsse noch etwas klären. Irene trifft Pelle auf dem Friedhof, sie macht ihm klar, dass er nach vorne schauen muss. Catrine geht zu Pelle, der gerade gepackt hat, weil er nach Nepal will, um die Frau zu finden, die er liebt. So machen sie sich gemeinsam auf den Weg.

## Hintergrund
Rosenblüten im Sand wurde vom 2. Juni bis zum 2. September 2021 an Schauplätzen in Schweden gedreht. Produziert wurde der Film von der Bavaria Fiction GmbH.

## Rezeption

### Einschaltquote
Die Erstausstrahlung am 28. November 2021 im ZDF wurde von 4,67 Millionen Zuschauern gesehen, was einem Marktanteil von 13,7 % entspricht.

### Kritiken
Die Kritiker der Fernsehzeitschrift TV Spielfilm zeigten mit dem Daumen nach oben und fassten den Film mit den Worten „Heile-Welt-Liebeskarussell mit schiefen Tönen“ kurz zusammen.
Tilmann P. Gangloff von Tittelbach.tv meinte dazu „In den meisten Romanzen erkennen die Liebenden spätestens auf den zweiten Blick, dass sie füreinander bestimmt sind. Bevor es zum Happy End kommt, müssen sie jedoch noch eine Herausforderung meistern: In „Rosenblüten im Sand“ stellt sich heraus, dass Krankenschwester Catrine und Trompeter Pelle durch ein traumatisches Kindheitserlebnis miteinander verbunden sind.“ und „Aus der Riege des sehenswerten Ensembles ragt diesmal neben Hauptdarstellerin Nadine Menz vor allem das männliche Pendant heraus: Stefan Gorski empfiehlt sich für höhere Aufgaben.“